# Château de Longsard
Le château de Longsard est situé sur la commune d'Arnas, dans le département du Rhône.

## Historique
Si le domaine de Longsard apparaît dès le début du XVIIe siècle, la propriété a été construite durant la deuxième moitié du XVIIIe siècle par Jean-Charles Marie de Brun, conseiller du roi et maître des Eaux et Forêts de la province de Beaujolais.
En 1780, le propriétaire est le Seigneur Pierre Verd de Longsard. Victor de Saint Amand, fermier général, acquiert la propriété et fait faire un plan en 1792 par M. Gilbert, géomètre. Il mourra guillotiné le 31 janvier 1794. La propriété passe en 1835 à la famille Pollalion, vicomte de Glavenas.
Elle comprend à cette époque 220 hectares dont beaucoup de vignes. Monsieur de Pollalion devient maire d’Arnas et membre éminent de la Société d’horticulture de Lyon dont il a été l’un des créateurs. La propriété compte alors cinq fermes, où il instaure des méthodes de culture modernes. Il fait des transformations dans le château : à l’extérieur, pose de persiennes et remplacement des fenêtres XVIIIe à petits carreaux (dont il reste quelques-unes). À l’intérieur, réfection de la salle à manger avec ses boiseries et son papier peint, et pose dans l’entrée d’une mosaïque italienne illustrant le blason de la famille Pollalion.
En 1891, le comte et le comtesse Paul de Fleurieu rachètent le château qui restera dans la famille jusqu’en août 1997. Les propriétaires actuels sont le Comte Olivier et la Comtesse Alexandra du Mesnil du Buisson, polyglottes et international[C'est-à-dire ?], ayant habité presque vingt ans dans des pays aussi divers que le Nigeria, l’Espagne, le Brésil, l’Angleterre et les États-Unis.
Le monument fait l’objet d’une inscription au titre des monuments historiques depuis le 5 novembre 2007.